# Понятова
Понято́ва (пол. Poniatowa) — місто в східній Польщі.
Належить до Опольського повіту Люблінського воєводства. Центр ґміни Понятова.

## Демографія
Демографічна структура станом на 31 березня 2011 року:
|          | Загалом | Допрацездатний вік | Працездатний вік | Постпрацездатний вік |
| -------- | ------- | ------------------ | ---------------- | -------------------- |
| Чоловіки | 4675    | 820                | 3384             | 471                  |
| Жінки    | 5234    | 872                | 3209             | 1153                 |
| Разом    | 9909    | 1692               | 6593             | 1624                 |

## Особистості

### Народилися
- Ярослав Незгода — польський футболіст.